# Kalagatta, Holalkere
Kalagatta là một làng thuộc tehsil Holalkere, huyện Chitradurga, bang Karnataka, Ấn Độ.